# وزارة المالية (غرينادا)
وزارة المالية هي وزارة حكومية في غرينادا مسؤولة عن إدارة المالية العامة والتخطيط الاقتصادي وإعداد الميزانية.
وزير المالية الحالي هو دينيس كورنوال، منذ سنة 2023.

## أنظر أيضا
- البنك المركزي لشرق الكاريبي
- اقتصاد غرينادا